# Bahamas i olympiska sommarspelen 2000
Bahamas deltog i de olympiska sommarspelen 2000 med en trupp bestående av 25 deltagare, 16 män och 9 kvinnor, och de tog totalt tre medaljer.

## Medaljer

### Guld
- Pauline Davis-Thompson - Friidrott, 200 m
- Pauline Davis-Thompson, Debbie Ferguson, Sevatheda Fynes och Chandra Sturrup - Friidrott, 200 m

## Friidrott
Herrarnas 100 meter
- Renward Wells
  1. Omgång 1 - 10,47 (gick inte vidare)

Herrarnas 200 meter
- Renward Wells
  1. Omgång 1 - 20,95
  2. Omgång 2 - 21,26 (gick inte vidare)

- Andrew Tynes
  1. Omgång 1 - 21 (gick inte vidare)

- Dominic Demeritte
  1. Omgång 1 - 21,47 (gick inte vidare)

Herrarnas 400 meter
- Avard Moncur
  1. Omgång 1 - 45,23
  2. Omgång 2 - 45,43
  3. Semifinal - 45,18 (gick inte vidare)

- Christopher Brown
  1. Omgång 1 - 45,8
  2. Omgång 2 - 45,76 (gick inte vidare)

- Troy McIntosh
  1. Omgång 1 - 47,06 (gick inte vidare)

Herrarnas 4 x 100 meter stafett
- Dominic Demeritte, Iram Lewis, Wellington Saunders Whymms, Renward Wells
  1. Omgång 1 - 39,57 (gick inte vidare)

Herrarnas 4 x 400 meter stafett
- Christopher Brown, Troy McIntosh, Avard Moncur, Timothy Munnings, Carl Oliver
  1. Omgång 1 - 03:01,50
  2. Semifinal - 02:59,02
  3. Final - 02:59,23 (Brons)

Damernas 100 meter
- Debbie Ferguson
  1. Omgång 1 - 11,10
  2. Omgång 2 - 11,10
  3. Semifinal - 11,34
  4. Final - 11,29 (8:e plats)

- Sevatheda Fynes
  1. Omgång 1 - 11,18
  2. Omgång 2 - 11,18
  3. Semifinal - 11,16
  4. Final - 11,22 (7:e plats)

- Chandra Sturrup
  1. Omgång 1 - 11,31
  2. Omgång 2 - 11,22
  3. Semifinal - 11,31
  4. Final - 11,21 (6:e plats)

Damernas 200 meter
- Pauline Davis-Thompson
  1. Omgång 1 - 22,61
  2. Omgång 2 - 22,72
  3. Semifinal - 22,38
  4. Final - 22,27 (Guld)

- Chandra Sturrup
  1. Omgång 1 - 23,09
  2. Omgång 2 - 23,21 (gick inte vidare)

- Debbie Ferguson
  1. Omgång 1 - 23,19
  2. Omgång 2 - 22,72
  3. Semifinal - 22,62
  4. Final - 22,37 (5:e plats)

Damernas 400 meter
- Christine Amertil
  1. Omgång 1 - 53,12 (gick inte vidare)

- Tonique Williams
  1. Omgång 1 - 53,43 (gick inte vidare)

Damernas 4 x 100 meter stafett
- Eldece Clarke-Lewis, Pauline Davis-Thompson, Debbie Ferguson, Sevatheda Fynes, Chandra Sturrup
  1. Omgång 1 - 42,58
  2. Semifinal - 42,42
  3. Final - 41,95 (Guld)

Damernas spjutkastning
- Laverne Eve
  1. Kval - 58,36 (gick inte vidare)

Damernas längdhopp
- Jackie Edwards
  1. Kval - 6,60
  2. Final - 6,59 (7:e plats)

## Tennis
| Spelare                    | Gren       | Omgång 1                                   | Åttondelsfinaler                  | Kvartsfinaler                                | Semifinaler       | Final / BM        | Final / BM |
| Spelare                    | Gren       | Motståndare Poäng                          | Motståndare Poäng                 | Motståndare Poäng                            | Motståndare Poäng | Motståndare Poäng | Placering  |
| -------------------------- | ---------- | ------------------------------------------ | --------------------------------- | -------------------------------------------- | ----------------- | ----------------- | ---------- |
| Mark Knowles Mark Merklein | Herrdubbel | Marques / Mota (POR) W 6-7 (7-9), 6-4, 7-5 | O'Brien / Palmer (USA) W 6-2, 6-4 | Adams / J-F de Jager (RSA) L 6–4, 2-6, 12-14 | Gick inte vidare  | Gick inte vidare  | 5          |